# Primera División (Chile) 1979
Die Primera División 1979, auch unter dem Namen 1979 Campeonato Nacional de Fútbol Profesional bekannt, war die 47. Saison der Primera División, der höchsten Spielklasse im Fußball in Chile.
Die Meisterschaft gewann das Team von CSD Colo-Colo, das sich damit für die Copa Libertadores 1980 qualifizierte. Es war der 12. Meisterschaftstitel für den Klub. Zudem qualifizierte sich auch CD O’Higgins für die Copa Libertadores, das sich in der Liguilla und dem Entscheidungsspiel durchsetzen konnte. Der Tabellenletzte Deportivo Ñublense und der Tabellenvorletzte Santiago Morning stiegen in die zweite Liga ab. Die Copa Polla Gol 1979 gewann Universidad de Chile.

## Modus
Die 18 Teams spielen jeder gegen jeden mit Hin- und Rückspiel. Meister ist die Mannschaft mit den meisten Punkten und qualifiziert sich für die Copa Libertadores. Bei Punktgleichheit entscheidet ein Entscheidungsspiel um die bessere Position, wenn es um die Meisterschaft oder um den Klassenerhalt geht. In den anderen Fällen entscheidet das Torverhältnis. Der Letzte und Vorletzte der Tabelle steigen in die zweite Liga ab. Die zwei Teams auf den Plätzen 15 und 16 spielen eine Relegationsliguilla mit zwei Zweitligisten, von denen in der kommenden Saison die beiden besten Teams erstklassig spielen, die anderen beiden Teams zweitklassig. Die Vereine auf den Tabellenplätzen 2 bis 5 spielen eine Liguilla um den zweiten Startplatz der Copa Libertadores. Bei Punktgleichheit gibt es ein Entscheidungsspiel.

## Teilnehmer
Für die Absteiger Rangers de Talca und CD Huachipato spielen Aufsteiger Santiago Wanderers und Naval de Talcahuano in dieser Primera División-Saison. Folgende Vereine nahmen daher an der Meisterschaft 1979 teil:
| Mannschaft           | Stadt             |
| -------------------- | ----------------- |
| Audax Italiano       | Santiago de Chile |
| CD Aviación          | Santiago de Chile |
| CD Cobreloa          | Calama            |
| CSD Colo-Colo        | Santiago de Chile |
| Coquimbo Unido       | Coquimbo          |
| Deportes Concepción  | Concepción        |
| Green Cross Temuco   | Temuco            |
| Everton              | Viña del Mar      |
| Lota Schwager        | Coronel           |
| Naval de Talcahuano  | Talcahuano        |
| Deportivo Ñublense   | Chillán           |
| CD O’Higgins         | Rancagua          |
| CD Palestino         | Santiago de Chile |
| Santiago Morning     | Santiago de Chile |
| Santiago Wanderers   | Valparaíso        |
| Unión Española       | Santiago de Chile |
| Universidad Católica | Santiago de Chile |
| Universidad de Chile | Santiago de Chile |

## Tabelle
| Pl.                       | Verein                   | Sp. | S  | U  | N  | Tore    | Diff. | Punkte |
| ------------------------- | ------------------------ | --- | -- | -- | -- | ------- | ----- | ------ |
| 1.                        | CSD Colo-Colo (1)        | 34  | 23 | 8  | 3  | 072:240 | +48   | 55     |
| 2.                        | CD Cobreloa (1)          | 34  | 18 | 8  | 8  | 061:360 | +25   | 45     |
| 3.                        | Unión Española (1)       | 34  | 18 | 7  | 9  | 045:310 | +14   | 44     |
| 4.                        | Universidad de Chile (2) | 34  | 17 | 8  | 9  | 037:250 | +12   | 44     |
| 5.                        | CD O’Higgins             | 34  | 18 | 7  | 9  | 047:400 | +7    | 43     |
| 6.                        | Green Cross Temuco       | 34  | 14 | 11 | 9  | 046:400 | +6    | 39     |
| 7.                        | Coquimbo Unido           | 34  | 14 | 8  | 12 | 060:570 | +3    | 36     |
| 8.                        | CD Palestino (M)         | 34  | 10 | 14 | 10 | 052:500 | +2    | 34     |
| 9.                        | Deportes Concepción      | 34  | 12 | 10 | 12 | 049:490 | ±0    | 34     |
| 10.                       | Universidad Católica     | 34  | 9  | 15 | 10 | 045:380 | +7    | 33     |
| 11.                       | CD Aviación              | 34  | 12 | 8  | 14 | 052:410 | +11   | 32     |
| 12.                       | Lota Schwager            | 34  | 9  | 13 | 12 | 028:440 | −16   | 31     |
| 13.                       | Naval de Talcahuano (N)  | 34  | 8  | 14 | 12 | 045:550 | −10   | 30     |
| 14.                       | Everton                  | 34  | 10 | 9  | 15 | 054:570 | −3    | 29     |
| 15.                       | Audax Italiano           | 34  | 10 | 7  | 17 | 046:560 | −10   | 27     |
| 16.                       | Santiago Wanderers (N)   | 34  | 6  | 9  | 19 | 037:650 | −28   | 21     |
| 17.                       | Santiago Morning         | 36  | 7  | 7  | 22 | 033:720 | −39   | 21     |
| 18.                       | Deportivo Ñublense       | 34  | 6  | 7  | 21 | 028:570 | −29   | 19     |
| Quelle: , Stand: Endstand |                          |     |    |    |    |         |       |        |

| (M) | Vorjahresmeister |
| (N) | Aufsteiger       |

## Beste Torschützen
| Rang | Spieler            | Klub                 | Tore |
| ---- | ------------------ | -------------------- | ---- |
| 1    | Carlos Caszely     | CSD Colo-Colo        | 20   |
| 2    | Liminha            | Coquimbo Unido       | 19   |
| 3    | Ricardo Fabbiani   | CD Aviación          | 18   |
|      | Luis Alberto Ramos | Universidad de Chile | 18   |
| 5    | Mario Zurita       | Audax Italiano       | 16   |

## Liguilla um die Copa Libertadores
| Pl. | Verein               | Sp. | S | U | N | Tore    | Diff. | Punkte |
| --- | -------------------- | --- | - | - | - | ------- | ----- | ------ |
| 1.  | CD O’Higgins         | 3   | 2 | 1 | 0 | 006:300 | +3    | 05     |
| 2.  | Universidad de Chile | 3   | 2 | 1 | 0 | 005:300 | +2    | 05     |
| 3.  | Unión Española       | 3   | 1 | 0 | 2 | 005:700 | −2    | 02     |
| 4.  | CD Cobreloa          | 3   | 0 | 0 | 3 | 000:300 | −3    | 0      |

## Entscheidungsspiel um die Teilnahme an der Copa Libertadores
|                      | Ergebnis |              |
| -------------------- | -------- | ------------ |
| Universidad de Chile | 0:1      | CD O’Higgins |

Das Spiel fand am 4. Januar 1980 im Estadio Nacional in Santiago de Chile statt. Mit dem Sieg qualifizierte sich CD O’Higgins für die Copa Libertadores 1980.

## Relegationsliguilla
| Pl. | Verein                         | Sp. | S | U | N | Tore    | Diff. | Punkte |
| --- | ------------------------------ | --- | - | - | - | ------- | ----- | ------ |
| 1.  | Santiago Wanderers (1)         | 3   | 1 | 2 | 0 | 004:300 | +1    | 04     |
| 2.  | Audax Italiano (1)             | 3   | 1 | 2 | 0 | 001:000 | +1    | 04     |
| 3.  | Deportes Arica (2)             | 3   | 1 | 1 | 1 | 003:200 | +1    | 03     |
| 4.  | Independiente de Cauquenes (2) | 3   | 0 | 1 | 2 | 004:700 | −3    | 01     |